# Actinote adriana
Actinote adriana is een vlinder uit de familie van de Nymphalidae. De wetenschappelijke naam van de soort is voor het eerst geldig gepubliceerd in 1894 door Carl Heinrich Hopffer.